# Symphony X
Symphony X är ett tungt, tekniskt och progressivt metalband med klassiska influenser från USA, aktivt sedan tidigt 90-tal.

## Historia
Bandet bildades 1994 i New Jersey, USA, av gitarristen Michael Romeo. Originalsättningen bestod, förutom Michael Romeo själv, av Thomas Miller (basgitarr), Jason Rullo (trummor), Rod Tyler (sång) och Michael Pínella (keyboards). Senare samma år släpptes deras debutalbum Symphony X.

## Logotyp
Bandets logotyp är ett par teatermasker som finns med på alla deras skivomslag.

## Medlemmar
Nuvarande medlemmar
- Michael Romeo – gitarr, bakgrundssång (1994– )
- Michael Pinnella – keyboard, bakgrundssång (1994– )
- Jason Rullo – trummor (1994–1998, 2000– )
- Russell Allen – sång (1995– )
- Michael LePond – basgitarr, bakgrundssång (1999– )

Tidigare medlemmar
- Rod Tyler – sång (1994)
- Thomas Miller – basgitarr (1994–1999)
- Thomas Walling – trummor (1998–2000)

Turnerande medlemmar
- Andy DeLuca – basgitarr (1998)
- John Macaluso – trummor (2013)

## Diskografi
Demo
- 1994 – Dance Macabre

Studioalbum
- 1994 – Symphony X
- 1995 – The Damnation Game
- 1997 – The Divine Wings of Tragedy
- 1998 – Twilight in Olympus
- 2000 – V: The New Mythology Suite
- 2002 – The Odyssey
- 2007 – Paradise Lost
- 2011 – Iconoclast
- 2015 – Underworld

Livealbum
- 2001 – Live on the Edge of Forever

Singlar
- 2011 – "The End of Innocence"
- 2015 – "Without You"

Samlingsalbum
- 1998 – Behind the Mask
- 1998 – Prelude to the Millennium
- 2005 – Rarities and Demos

Annat
- 2007 – "Forsaken" / "Set the World on Fire" (delad 7" vinyl: Dream Theater / Symphony X)